# Buchanan (Dakota Północna)
Buchanan – miasto w Stanach Zjednoczonych, w stanie Dakota Północna, w hrabstwie Stutsman.